# Bugaci-homokhát
A Bugaci-homokhát az Alföld tájegység, ezen belül a Duna–Tisza közi homokhátság középtáj része. Területe Bács-Kiskun vármegyében helyezkedik el. Északról a Kiskunsági-homokhát, míg keletről a Kiskunsági löszös hát és a Dorozsma–Majsai-homokhát határolja. Nyugati határát a Kalocsai-Sárköz, déli határát pedig Bácskai-síkvidék középtáj adja.
A Bugaci-homokhát tengerszint feletti magassága 54 és 150 m közé esik. Domborzatát tekintve enyhén hullámos síkság, mely egy hordalékkúp síkságon alapul különálló medencékkel, az ősdunai ártevékenységnek köszönhetően. A hordalékkúp síkságot futóhomok fedi melynek vastagsága helyenként az 50-60 métert is elérheti. A szél tájformáló tevékenységének is köszönhetően, jellemző domborzati formák a félig kötött buckacsoportok. Ezek északnyugat-délkelet irányba húzódó buckasorok, melyek között széles sávban vizenyős lápok terülnek el vagy időszakos állóvizek alakulnak ki, melyek időnként teljesen kiszáradhatnak.
Növényzete eredetileg homokpusztagyep, erdőssztyepp-jellegű volt, homoki nyárasokkal, tölgyesekkel. Napjainkra nagymértékben átalakított homoki kultúrtáj. A mélyebb fekvésű területeken mocsárrétek, kiszáradó láprétek, magassásosok, zsombékosok, néhol fűzlápokkal.